# Jack Beresford
Jack Beresford (Chiswick, 1º gennaio 1899 – Shiplake, 3 dicembre 1977) è stato un canottiere britannico.
Ha vinto ben cinque medaglie olimpiche nel canottaggio, tre d'oro e due d'argento. In particolare ha vinto la medaglia d'oro alle Olimpiadi di Parigi 1924 nella gara di singolo maschile, la medaglia d'oro a Los Angeles 1932 nel quattro senza maschile, la medaglia d'oro a Berlino 1936 nel due di coppia, la medaglia d'argento a Anversa 1920 nel singolo e infine la medaglia d'argento alle Olimpiadi di Amsterdam 1928 nella gara di otto maschile.
Ha quindi partecipato a cinque giochi olimpici e in tutte le occasioni ha ricevuto una medaglia.